# Linia C metra w Rzymie
Linia C metra w Rzymie – trzecia linia systemu metra w Rzymie, we Włoszech rozciągająca się od Monte Compatri-Pantano na wschodnich przedmieściach Rzymu do San Giovanni (obecny zachodni koniec);
Jest to również pierwsza w pełni zautomatyzowana linia metra w mieście. Pierwszy odcinek, między Monte Compatri-Pantano i Parco di Centocelle, otwarto w dniu 9 listopada 2014; drugi, z Parco di Centocelle do Lodi, otwarto w dniu 29 czerwca 2015. 12 maja 2018 przedłużono linię do San Giovanni, stacji wspólnej z linią A.